# 波士頓鎮區 (印地安納州韋恩縣)
波士頓鎮區（英語：Boston Township）是位於美國印地安納州韋恩縣的一個行政鎮區。

## 地方資料
根據2010年美國人口普查的數據，波士頓鎮區的面積為64.20平方千米，當中陸地面積為63.90平方千米，而水域面積為0.30平方千米。當地共有人口887人，而人口密度為每平方千米13.82人。